# シリル・エンゴンゲ
シリル・エンゴンゲ（Cyril Ngonge, 2000年5月26日 - ）は、ベルギー・イクル出身のサッカー選手。SSCナポリ所属。ポジションはフォワード。

## 経歴
クラブ・ブルッヘのユースチーム出身で、2018年12月2日にベルギー・ファースト・ディビジョンAのスタンダール・リエージュ戦でエマヌエル・デニスとの交代で途中出場し、トップチームデビューを果たした。
2019年9月1日、ヨングPSVにレンタル移籍した。レンタルから復帰後、エールディヴィジのRKCヴァールヴァイクに移籍した。移籍後はレギュラーに定着し、移籍後4試合目のフェイエノールト戦で移籍後初ゴールを挙げた。
2023年1月19日、エラス・ヴェローナFCに移籍した。
2024年1月19日、SSCナポリに移籍した。

## 人物・エピソード
父親のミシェル・エンゴンゲは元サッカー選手で、元コンゴ民主共和国代表だった。